# 歐文頓 (肯塔基州布雷肯里奇縣)
歐文頓（英語：Irvington）是一個位於美國肯塔基州布雷肯里奇縣的城市。

## 地方資料
根據2020年美國人口普查的數據，歐文頓的面積為2.27平方千米，當中陸地面積為2.27平方千米，而水域面積為0.00平方千米。當地共有人口1231人，而人口密度為每平方千米542.29人。